# اقتصاد البرازيل

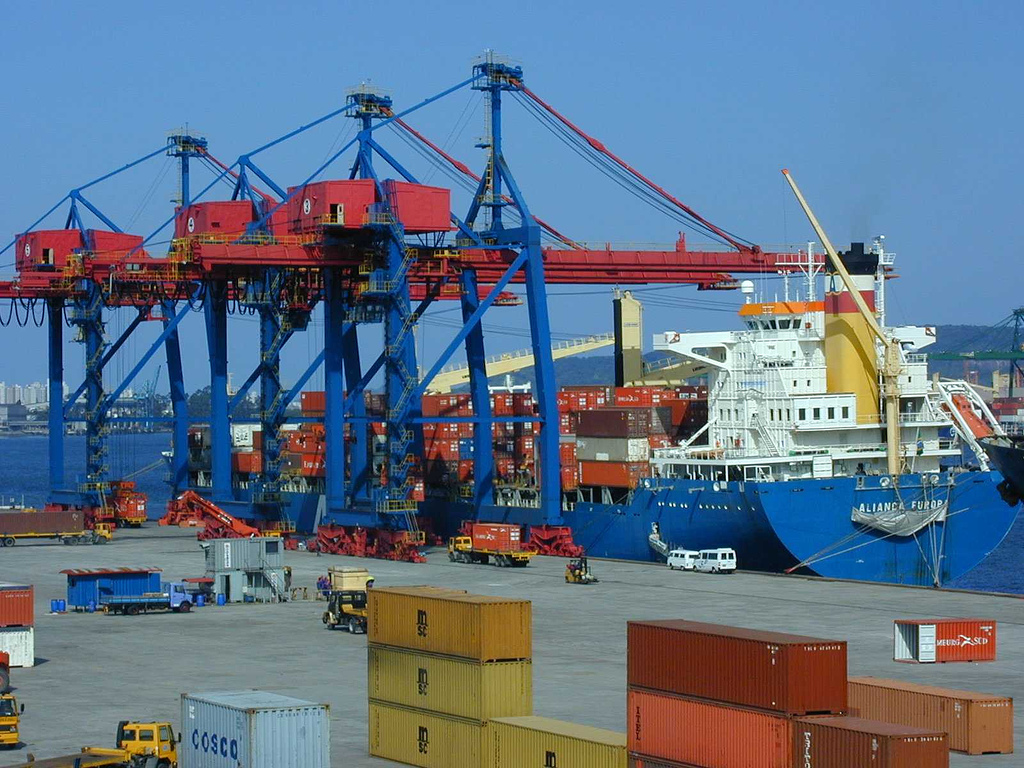
أكبر ميناء في أمريكا اللاتينية(ميناء سانتوس)

ينتهج الاقتصاد البرازيلي نظام اقتصاد السوق حيث أنه اقتصاد حر ويعتمد على التصدير. الناتج المحلي الإجمالي للبلاد تعدى 1 ترليون دولار أمريكي (أو 1.8 تريليون دولار حسب القوة الشرائية) ليضع البرازيل في مرتبة تاسع أكبر اقتصاد في العالم، وفي المرتبة الأولى في أمريكا اللاتينية مع متوسط ناتج محلي للفرد يبلغ أكثر من 6000 دولار في 2007.
يعتبر الوضع الاقتصادي في البرازيل ثابت ومتين من بعد الأزمة الاقتصادية التي سميت بـ: (أزمة الثقة) في 2002 سهلت الحكومة الاستثمارات الأجنبية ودعمت الشركات المحلية للتصدير وفي 2007 تجاوز حجم الإنتاج القومي التوقعات ليجعل البرازيل تقف إلى جنب العمالقة الاقتصاديين الجدد روسيا، الهند والصين.

## تاريخه
يشكل الاقتصاد البرازيلي جزْءً من التاريخ البرازيلي فمنذ اكتشافها اعتمدت البرازيل على الموارد الطبيعية والمعدنية.
من أول حلقات الاقتصاد البرازيلي كانت عند اكتشافها واستخراج خشب أحمر كان يسمى باو-برازيل وكان يصدر إلى أوربا لاستعماله في الدهان وكان بدأ الاستكشاف للأمزون وأعشابها المفيدة.
ومن ثاني حلقاتها كانت عند زراعة قصب السكر واستخراج السكر منه ليستبدل البنجر ولكن كانت زراعته بطيئة للنقص في اليد العاملة إلى أن بدأت تجارة العبيد واستعمالهم في الزراعة وبناء السكك الحديدية، وكان لتربية الحيوانات دورا للاستكشاف والتوسع في الأراضي البرازيلية.
في القرن السادس عشر بدأت رحلات المستكشفين البنديرينتيس للبحث عن المعادن القيمية ومن أهمها الذهب، النحاس والفضة، والأحجار الكريمة والماس وفي نهاية القرن السابع عشر كان المستكشفين قد وصلوا إلى ساو باولو وميناس جيرايس وكانت الحصة الأكبر تصدر إلى أوروبا وجزء يباع في السوق البرازيلي.
القهوة لعبت دوراً بالغ الأهمية من بداية القرن الثامن عشر إلى 1930 كان أهم منتج للتصدير ووصل إلى البرازيل عن طريق فرانسيسكو دي ميلو بالهيتا في القرن السابع عشر أحضر نبتة القهوة من غويانا الفرنسية.
و في نصف القرن الثامن عشر تم اكتشاف شجرة سيرجويرا وتم استخراج المطاط في غابات الأمازون وبدأ استعمالها في المصانع الأوروبية وأمريكا الشمالية ومن هنا بدأت حلقة المطاط الطبيعي البرازيلي.
الفترة الذهبية في 1950 في فترة حكم الرئيس جيتوليو فارجاس إلى أن سيطر الجيش على الحكومة وفي فترة حكم جوسيلينو كوبيتشيك.

## معدلات نمو الناتج المحلي الإجمالي
| السنة | الإنتاج القومي |
| ----- | -------------- |
| 2000  | 4,3%           |
| 2001  | 1,3%           |
| 2002  | 2,7%           |
| 2003  | 1,1%           |
| 2004  | 5.7%           |
| 2005  | 2.9%           |
| 2006  | 3.7%           |

## التجارة الخارجية
في الوقت الحالي البرازيل هي أحد أكبر المصدرين في العالم حيث وصل حجم صادراتها 137.6 مليار دولار أمريكي في 2006 وتوقعات المحليلين الاقتصاديين بأن تتصدر البرازيل قائمة التصدير حتى 2050.
- الصادرات: في 2006 - 137,6 مليار دولار أمريكي
- الواردات: في 2006 - 91,4 مليار دولار أمريكي
- فائض الميزان التجاري: في 2006 - 46,1 مليار دولار أمريكي

## أكبر الشركات البرازيلية عالمياً
| الترتيب العالمي | شركة             | شعارها | مجال الشركة | عائدات (billion $) | أرباح (billion $) | المستقبلي (billion $) | قيمتها في السوق (billion $) |
| --------------- | ---------------- | ------ | ----------- | ------------------ | ----------------- | --------------------- | --------------------------- |
| 29              | بتروبراز         |        | نفط         | 87.52              | 11.04             | 129.98                | 236.67                      |
| 76              | فالي دي ريو دوسي |        | معادن       | 33.23              | 10.26             | 74.70                 | 161.39                      |
| 85              | بانكو براديسكو   |        | بنك         | 36.12              | 4.11              | 192.65                | 59.80                       |
| 132             | بانكو دو برازيل  |        | بنك         | 28.61              | 2.60              | 202.00                | 41.54                       |
| 175             | بانكو اتاو       |        | بنك         | 28.97              | 2.05              | 167.06                | 28.22                       |
| 233             | ونيبانكو         |        | بنك         | 15.29              | 1.94              | 84.04                 | 27.37                       |
| 492             | يليتروبراز       |        | خدمات       | 9.20               | 0.54              | 56.62                 | 18.08                       |
| 736             | يسيمينيس         |        | مواد خام    | 5.82               | 1.18              | 8.63                  | 19.14                       |
| 760             | أوي              |        | اتصالات     | 7.90               | 0.61              | 12.36                 | 11.69                       |
| 766             | جيرداو           |        | معادن       | 11.03              | 0.63              | 12.39                 | 8.13                        |

## الاستثمار في البرازيل - معلومات عن البرازيل
- تبلغ مساحتها 8.5 مليون كيلومتر مربع؛
- يعيش فيها 170 مليون نسمة، ويعمل 90 مليون شخص؛
- يبلغ معدل المواليد من 2.5 مليون شخص؛
- تعتبر بوابة للميركوسول؛
- لديها حدود مع عشرة بلدان هي: الأرجنتين وبوليفيا وكولومبيا وغويانا وغويانا وباراغواي وبيرو وسورينام وأوروغواي وفنزويلا؛
- تعد واحدة من أكبر عشرة اقتصادات العالم؛
- لديه أكبر قاعدة صناعية وأكثرها تنوعا في منطقة أمريكا اللاتينية ومنطقة البحر الكاريبي؛
- هي أكبر منتج للبن، والبرتقال وقصب السكر؛
- واحدة من أكبر المنتجين والمصدرين من المعادن الخام والمصنعة في العالم؛
- احتياط من خام الحديد والبوكسيت والمنغنيز والقصدير والذهب؛
- تعد من أهم منتجين للغذاء في العالم؛
- لديه قدرة على المنافسة الحديثة وصناعة النسيج، مع 30 ألف شركة تجارية التي بلغت 21 مليار دولار في هذه السنة؛
- تتوفر فيهت بنية تحتية للسياحة؛
- تتلقى أكثر من 5 ملايين سائح أجنبي سنويا؛
- أكبر منتج للطائرات الإقليمية في العالم؛
- ثالث أكبر منتج للاحذية والجلود وصناعة ذات قدرة تنافسية عالية؛
- تحتل المرتبة الثالثة في العالم لإنتاج المشروبات الغازية؛
- هي رابع أكبر منتج للطائرات التجارية؛
- تحتل المركز الخامس من صناعة المطاط؛
- سادس أكبر سوق لمستحضرات التجميل، مع 9 مليارات دولار أمريكي في مبيعات سنوية؛
- سابع أكبر الصناعة الكيميائية؛
- ثامن أكبر منتج للصلب (27 مليون طن في السنة)؛
- عاشر أكبر منتج للسيارات (1.8 مليون سيارة في السنة).
- ثاني دولة في تصدير القطن للعالم (11.25 مليون بالة).[6]

مع نهاية 2011 أعلنت البرازيل رسميا أنها أصبحت سادس أكبر اقتصاد على مستوى العالم متقدمة بذلك على بريطانيا. ووفقا لتصريحات وزير المالية البرازيلي فإن بلاده حققت نموا بنسبة 2.7% في الوقت الذي حقق الاقتصاد البريطاني نموا بنسبة 0.8%. وواقع الأمر فإن هذا الإنجاز الذي تحقق بعد مرور عام من ولاية الرئيسة الحالية «ديلما روسيف» لم يكن إلا ثمرة نجاح برنامج اقتصادي إصلاحي طموح شهدته البرازيل طوال ثماني سنوات هي فترة حكم الرئيس السابق «لويس ايناسيو لولا دا سيلفا» الشهير بـ «لولا»، كما شهدت البلاد معدل نمو في عهد «ديلما روسيف» أكثر من 5%.في 2013، قًدر بقيمة 2.246 تريليون دولار أمريكي كما وصل مستوي دخل الفرد سنويا إلى 11690 دولار وانخفض معدل الفقر ليصل إلى 0.9% في 2012 مقارنة ب 1.11% في 2011.

## مراحل تطور الأوضاع الاقتصادية
في البداية يجب الإشارة إلى تطور النظام السياسي في البرازيل، حيث يعتبر البعض أن سنة 1964 هي بداية الحكم العسكري القمعي في البرازيل عندما استولى الجيش على الحكومة بشكل كامل، لكن في الواقع تعود بداية الحقبة العسكرية إلى سنة 1930 عندما تولى الجنرال «غيتويلو فارغاس» الحكم ومن بعده تعاقبت الحكومات العسكرية وتراجعت الديمقراطية والحرية وانتشرت الاعتقالات والأزمات الاقتصادية والحروب الأهلية داخل البرازيل.
وفي منتصف السبعينيات تولى الجنرال «ايرنستو غيسيل» ومن بعده الجنرال «جون بابتيستا فيغوريدو» رئاسة البلاد حتى منتصف الثمانينات، وسار كلاهما في طريق التحول التدريجي نحو الحكم المدني، وهذا ما يعنى أن البرازيل شهدت عشر سنوات انتقالية بين نظامين سياسيين أولهما عسكري استبدادي قمعي وثانيهما مدني مؤسسي ديمقراطي، وتعاقب منذ 1985 الرؤساء المدنيين، وكان أولهم «خوسيه سارنى» وآخرهم حتى هذا التاريخ هي الرئيسة الحالية «ديلما روسيف» والتي كانت أحد المعتقلين البارزين إبان الحكم العسكري ومن أهم النشطاء والمناضلين اليساريين في تلك الفترة. ولكن منذ 1985 وحتى 2012 اى خلال 27 عاما من الحكم المدني الديمقراطي عقب انتهاء الحقبة القمعية العسكرية، برز اسم الرئيس «لولا دا سيلفا» الذي تولى رئاسة البلاد لمدة ثماني سنوات (2003-2010)، حيث تقدمت البلاد خلال تلك الفترة تقدما كبيرا على الصعيدين السياسي والاقتصادي.

### فترة سبعينيات القرن العشرين
في خلال تلك الفترة تبنت الحكومات العسكرية سياسات رأسمالية دافعت فيها عن مصالح رجال الأعمال وأصحاب الشركات، دون الاكتراث نهائيا بالطبقات الفقيرة وقامت بدور حامى البلاد من الوقوع في خطر الشيوعية وتكرار النموذج الكوبي، وشكلت تحالفا قويا مع الرأسمالية الوطنية والإدارة الأمريكية. كما عمدت إلى الاقتراض من الخارج لتنفيذ مشروعاتها التنموية، مما خلف ديون اقتصادية كبيرة شكلت عبء على الأجيال اللاحقة.

### فترة ثمانينات القرن العشرين
واجهت البلاد مثلها مثل دول أخرى في العالم الثالث أزمة الديون (Dept crisis) خاصة بعد السياسات الاقتراضية المتهورة التي انتهجتها الحكومات العسكرية، ومن ثم شهدت فترة الثمانينات عدة محاولات للسيطرة على معدلات التضخم المرتفعة كما شهدت تراجعا في معدلات النمو.

### فترة تسعينيات القرن العشرين
أما في هذه الفترة والتي كان الجيش قد تراجع تماما عن الحياة السياسية وأتم الانتقال السلمي والتدريجي للسلطة إلى حكومات مدنية متعاقبة، فقد انتهجت الحكومات المدنية في خلال عقد التسعينيات سياسات اقتصادية رأسمالية، حيث تبنت سياسات الانفتاح الاقتصادي وسياسات السوق وعمت البرازيل حمى الخصخصة والتحرير الاقتصادي كما كان الحال في العديد من دول العالم الثالث التي اتبعت توجيهات صندوق النقد والبنك الدوليين، وهو ما أدى إلى تقدم في مؤشرات الاقتصاد الكلى وهو ما لم يكن يعنى تقدما فعليا، بمعنى أن سياسات الانفتاح الاقتصادي أصابت المنتجين المحليين بخسائر فادحة مما أدى إلى مزيد من البطالة وتراجع حاد في الإنتاج المحلى ومن ثم تراجع معدلات التصدير وكذلك أيضا ارتفاع معدلات الفقر التي كانت مرتفعة بالأساس، وعلى هذا فقد أثبتت تجربة التسعينيات في البرازيل والعديد من دول العالم الثالث أن استقرار الاقتصاد الكلى لا يعنى بالضرورة نموا حقيقيا في الاقتصاد والإنتاج ولا يعنى تقدما في مستوى دخل الأفراد وحل المشكلات الاقتصادية مثل البطالة ومستويات الفقر المرتفعة ومشكلات الدين العام والتضخم وغيرها.

### محاولات كاردوسو
قدم الرئيس الأسبق «كاردوسو» (1995-2002) محاولات عديدة لإصلاح الاقتصاد البرازيلي، حيث وضع خطة «الريال» التي كان هدفها دمج الاقتصاد المحلى في الاقتصاد العالمي. واتجهت محاولاته الإصلاحية منحى تبنى سياسات السوق الحر والاستدانة الخارجية، حيث ارتفع الدين الخارجي من 150 إلى 250 مليار دولار خلال فترة رئاسته، وقد أدى هذا التضخم في الدين إلى أزمة انعدام الثقة في الاقتصاد البرازيلي سواء من الجهات الدولية المانحة أو المستثمرين المحليين والأجانب. كما اتجهت سياسات «كاردوسو» أيضا نحو طرح سندات الدين الداخلي بفوائد مرتفعة مما شجع المستثمرين على التخلي عن الاستثمار المنتج لصالح شراء السندات الحكومية حتى ارتفع الدين الداخلي بنسبة 900%، وهكذا انحرفت محاولاته إلى مزيد من الأعباء على الأجيال القادمة ولم تحقق تقدما في الإنتاج بل تقدما فقط في قطاع المال وزيادة في الديون وتعقيد أكبر لازمة الثقة، وبالطبع استمرار الأوضاع الاقتصادية المتردية للطبقات الفقيرة.

## المشكلات الاقتصادية عندما توليلولا دي سيلفاللحكم

### مشكلات اقتصادية
تعاظمت المشكلات الاقتصادية وقد كان منها: مشكلة انخفاض قيمة الريال البرازيلي أمام الدولار الأمريكي، والتضخم وارتفاع مستويات الدين العام سواء الخارجي أو الداخلي –كما سبقت الإشارة- وهو الأمر الذي أدى إلى ما عرف بأزمة الثقة وضعف معدلات النمو. بالإضافة إلى مشكلة النقص الحاد في توصيل الكهرباء إلى مساحات شاسعة من البلاد، وهو ما يعيق مشروعات التنمية الزراعية والصناعية بشكل كبير ومن ثم أيضا معدلات النمو.

### مشكلات اجتماعية
منها على سبيل المثال مشكلة التسرب من التعليم وتردى أحوال المدارس بشكل عام. بالإضافة إلى انتشار الجريمة المنظمة وخاصة تجارة المخدرات شأنها في ذلك شأن معظم دول القارة. إلى جانب مشاكل الجوع والبطالة والفقر الحاد والتفاوت الشديد بين طبقات المجتمع، الذي كان ينقسم بوضوح شديد إلى طبقتين، الأولى عبارة عن شريحة رفيعة جدا من الأغنياء غنىً فاحش في مقابل شريحة عريضة من الفقراء فقر مدقع فيما تكاد تكون الطبقة الوسطى غير مرئية على الإطلاق في مشهد صارخ للتفاوت الاقتصادي وانعدام شبه كامل للعدالة الاجتماعية.

## برنامج لولا الاقتصادي للتنمية الاقتصادية

### برنامج التقشف
نفذت البرازيل برنامجا للتقشف وفقا لخطة صندوق النقد الدولي بهدف سد عجز الموازنة والقضاء على أزمة الثقة.
وقد أدى برنامج التقشف إلى خفض عجز الموازنة وارتفاع التصنيف الائتماني للبلاد ومن ثم ساهم ذلك بقوة في القضاء على انعدام الثقة في الاقتصاد البرازيلي، وبناء عليه تلقت البرازيل نحو 200 مليار دولار استثمارات مباشرة من 2004 وحتى 2011، بالإضافة إلى ذلك دخل ما يقرب من 1.5 مليون اجتبى للإقامة في البرازيل في 2011 وعاد نحو مليوني مهاجر برازيلي إلى البلاد. وقد أدت هذه الاستثمارات إلى رفع الطاقة الإنتاجية للدولة وهو ما يعنى توفير فرص عمل جديدة ومن ثم المساهمة في حل مشكلة الفقر. وبعد أن كان صندوق النقد يرفض إقراض البرازيل في أواخر عام 2002 أصبح الآن بعد ثماني أعوام من العمل في برنامج لولا الاقتصادي مدين للبرازيل ب 14 مليار دولار.

### تغيير سياسات الاقتراض
تم توفير تسهيلات ائتمانية، حيث خُفضت سعر الفائدة من 13.25% إلى 8.75 % وهو ما سهل الإقراض بالنسبة للمستثمرين الصغار، ومن ثم أدى ذلك إلى تسهيل إقامة المشروعات الصغيرة وتوفير فرص عمل ورفع مستوى الطاقة الإنتاجية والنمو وهو ما ساهم بشكل عام في حل مشكلة الفقر. وتشير الأرقام إلى أن نصف سكان البلاد زاد دخلهم خلال العقد الأخير بنسبة 68%.

### التوسع في الزراعة واستخراج النفط والمعادن
الواقع أن البرازيل تمتلك قدرات طبيعية ضخمة من أراضى زراعية شاسعة وانهار وأمطار بوفرة كبيرة ومناخ جعل منها منتجة لمحاصيل زراعية متميزة عليها طلب عالمي وغير متوفرة في بلاد أخرى مثل البن وأنواع من الفواكه، وكذلك أيضا ثروات معدنية ونفطية هائلة. وقد اعتمدت البرازيل على تصدير هذه المنتجات الخام في السنوات الأولى في حكم «لولا» وقبل الأزمة العالمية في 2008 واستفادت من ارتفاع أسعار المواد الخام في الأسواق العالمية وهو الأمر الذي أدى بالتبعية إلى سد العجز في ميزان المدفوعات الذي كان يعانى منه الاقتصاد البرازيلي قبيل عام 2003.

### التوسع في الصناعة
اتجهت السياسات الاقتصادية في هذا الشأن إلى الاهتمام بشقين للصناعة، الأول هو الصناعات البسيطة القائمة على المواد الخام مثل تعدين المعادن والصناعات الغذائية والجلدية والنسيج، وهي كانت بالفعل قائمة من قبل لكن حدث فيها توسعات نتيجة للتوسع في الزراعة والاكتشافات البترولية ومن ثم التوسع في هذه الصناعات والتصدير كما سبق الإشارة.
أما الشق الآخر فهو الصناعات التقنية المتقدمة، حيث خطت البلاد خطوات واسعة في العقد الأخير في صناعات السيارات والطائرات، ومن أهم الأمثال شركة (إمبراير Embraer)، والتي تعتبر ثالث أكبر شركة تصنيع طائرات تجارية بعد إيرباص وبوينغ وأكبر شركة مصدرة في كل البرازيل، وتمثل طائرات شركة «إمبراير» 37% من أسطول شركات الطيران الإقليمية في أمريكا. وقد تم إنشاء هذه الشركة من قبل النظام العسكري في 1969 ولكنها ظلت شركة خاسرة، حتى تم خصخصتها في 1994 في عهد الرئيس الأسبق «كاردوسو»، ومن ثم أخذت في التقدم ولكنها حققت نجاحا كبيرا ومتميزا في السنوات الأخيرة.

### تنشيط السياحة
إن البرازيل بما تمتلكه من طاقات طبيعية نادرة ومذهلة من غابات وشواطئ وجبال مؤهلة وبقوة لاجتذاب أفواج سياحية كبيرة، وقد شهدت البرازيل في الفترة السابقة نموا ملحوظا في هذا المجال، حيث ابتكرت نوع خاص من السياحة يعرف بسياحة المهرجانات، فالبرازيل دولة تمتلك تراث شعبي شديد الخصوصية في الاحتفال عن طريق المهرجانات الجماهيرية، وقد نجحت في الترويج لمثل هذا اللون الخاص من السياحة ونجحت في استقبال 5 ملايين سائحا سنويا. وهو الأمر الذي يساهم كذلك في إنعاش الاقتصاد وتحقيق مزيدا من النمو.

### برنامج الاعانات الاجتماعية
بعد عرض كل الجوانب السابقة من برنامج «لولا» الإصلاحي الاقتصادي يبقى الإشارة إلى الجانب اليساري من خطة الإصلاح الاقتصادي وهو الشق المتعلق بالإعانات الاجتماعية ورفع مستويات الدخل. وقد كان في قلب هذا الجانب هو سياسة الإعانة البرازيلية المعروفة بـ (بولسا فاميليا)، وهو برنامج بدأ منذ منتصف التسعينيات أي في عهد «كاردوسو» قبل وصول «لولا» للحكم، ولكنه استمر في متابعة هذا البرنامج ويعود له الفضل في توسيع نطاق المنفعة من هذا المشروع وضخ طاقة أكبر وأموال أكثر فيه. وقد كان إجمالي الإنفاق على البرنامج يصل إلى 0.5 % من إجمالي الناتج المحلى بتكلفة تقدر بين 6 و9 مليارات دولار. ويقوم البرنامج على أساس إعطاء معونات مالية للأسر الفقيرة بقصد رفع مستواها وتحسين معيشتها، على أساس أن تُعَرف الأسر الفقيرة بأنها الأسرة التي يقل دخلها عن 28 دولار شهريا فكانت تحصل الأسرة على دعم بمتوسط يبلغ تقريبا 87 دولار شهريا وهو ما يعادل 40% من الحد الأدنى للأجر في البلاد.
وقد كانت انجازات هذا البرنامج باهرة خلال العقد الماضي، فقد وصل عدد المستفيدين إلى نحو 11 مليون أسرة، وهو ما يعنى 64 مليون شخص بما يعادل حوالي 33% من الشعب البرازيلي
إذا كانت برامج «لولا» لم تقضى على الفقر تماما ولكنها حركت ملايين الأسر من منطقة الفقر إلى منطقة «الطبقة الوسطى الجديدة»، حيث تقول مؤسسة سيتيليم المتخصصة في أبحاث المستهلكين انه قد صعد أكثر من 23 مليون شخص يتراوح دخلهم من 457 إلى 753 دولارا شهريا.
وبشكل عام فقد ساعد برنامج (بولس فاميليا) في خفض مؤشر جينى بنسبة 21%، في حين أدت عمليات رفع الحد الأدنى من الأجور إلى خفض المؤشر بنسبة 32%. ويقول البنك الدولي أن دخل أفقر 10% من السكان يزيد بنسبة 9% سنويا في حين يزيد دخل الطبقات الأغنى بنسبة تتراوح بين 2-4% سنويا، وهذا يعنى تقليل الفجوة بين الطبقات بصورة تدريجية. إذا فقد توصل «لولا» اليساري إلى العدالة الاجتماعية عن طريق رفع الحد الأدنى للأجور وإعطاء الإعانات للأسر الفقيرة، وليس عن طريق تبنى سياسات التأميم، بمعنى انه ترك قمة المجتمع وعمل على تحسين قاعدة المجتمع.

### برنامج التكتلات الاقتصادية
شكلت البرازيل مع روسيا والصين والهند مجموعة (البريكس BRICS) في 2009 ثم انضمت لهم جنوب أفريقيا في 2010. ويعتبر تجمع لخمس دول تعد صاحبة أكبر اقتصاديات على مستوى الدول النامية، حيث يعادل الناتج الإجمالي المحلى لتلك الدول مجتمعة ناتج الولايات المتحدة. وقد قام هذا الكيان على أساس أطروحة مفادها انه بحلول 2050 ستنافس اقتصاديات تلك الدول اقتصاد أغنى دول العالم. وهي على اى حال تشكل واحدة من أكبر الأسواق العالمية وأسرع الاقتصاديات نموا في العالم.

## الوصلات الخارجية
- القسم البرازيلي العام